# Chlorocebus cynosuros
Il cercopiteco Malbrouck (Chlorocebus cynosuros (Scopoli, 1786)) è un primate della famiglia Cercopithecidae.

## Descrizione
La lunghezza del corpo è tra 40 e 60 cm, mentre la coda può arrivare a 70 cm; il peso varia tra 4 e 6 kg; come per le altre specie del genere i maschi sono più grandi delle femmine. Il colore del corpo è grigioverde sul lato dorsale e quasi bianco su quello ventrale; il muso è nero e sulla fronte è ben visibile la striscia bianca caratteristica del genere; inoltre anche le guance sono chiare. I maschi, come nelle altre specie congeneri, presentano una caratteristica colorazione bluastra dello scroto che contrasta con il colore rosso vivo del pene.

## Biologia
L'attività è diurna e si svolge sia al suolo sia sugli alberi. Forma gruppi territoriali che possono variare da 6 a 50 individui. Il numero di maschi e di femmine in ciascun gruppo è circa lo stesso. Nei gruppi è osservata una rigida gerarchia. I membri del gruppo comunicano tra loro con una varietà di suoni e gesti.
La dieta è varia e comprende frutta, altri vegetali, uova, insetti e altri piccoli animali, anche vertebrati.

## Distribuzione e habitat
L'areale di questa si estende nell'Africa sudoccidentale e comprende il sud della Repubblica Democratica del Congol'Angola, la Zambia a ovest del fiume Luangwa, la Botswana e la Namibia settentrionale.  Gli habitat sono vari, dalla foresta alla savana. Vive anche in montagna fino all'altitudine di 4.500 m.

## Sistematica
Una volta tutti gli appartenenti al genere chlorocebus erano raggruppati in un'unica specie, detta Chlorocebus aethiops. Alcuni autori seguono ancora questa classificazione.

## Conservazione
La IUCN non considera questa specie separatamente dagli altri clorocebi, ma poiché è comune in un vasto areale la specie non dovrebbe essere in pericolo.